# Balathandayuthapani
Balathandayuthapani és un complex de temples situat a la ciutat de George Town, conegut com Thaneer Malai («Temple de la Cascada del Turó») per la població local. La deïtat principal d'aquest temple és Murugan. El complex ocupa una superfície de 70.000 metres quadrats i els visitants han de pujar 513 esglaons per arribar-hi. És el lloc més important del festival hinduista del Thaipusam a Malàisia, després de les coves de Batu.

## Història
La gran cerimònia de consagració (Kumbabishegam) del temple d'Arulmigu Shree Balathandayuthapani es va celebrar el 29 de juny de 2012. Construït amb un cost de 10 milions de ringgits, és el temple dedicat a Murugan més gran fora de l'Índia.

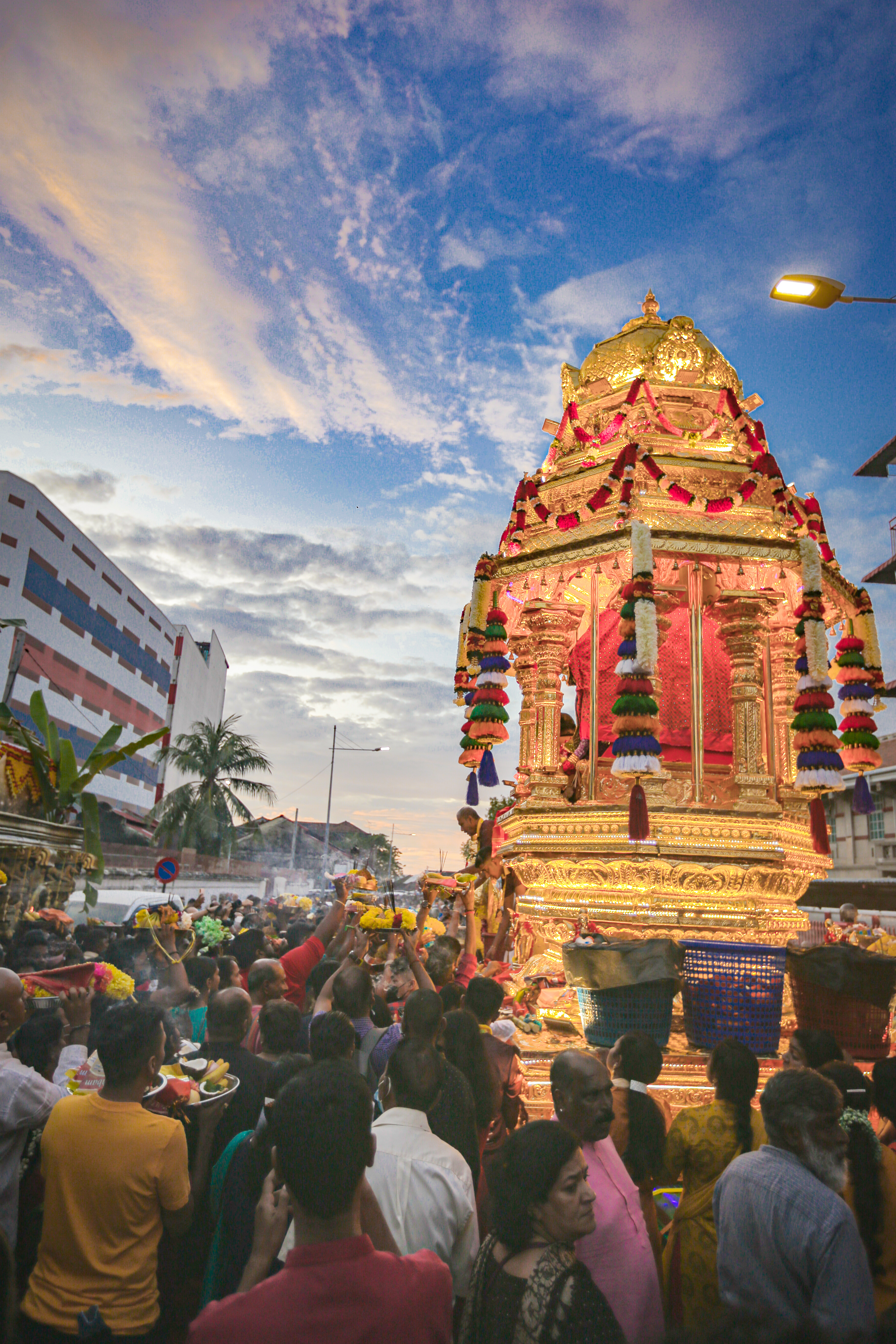
Devots acompanyant el carro daurat

Un carro daurat es va estrenar la vigília de Thaipusam el 8 de febrer de 2017. El carro d'1,6 tones, 4,3 m d'alçada i 4 m d'ample, compta amb dos cavalls al davant amb diverses estàtues que adornen el kalasam i es mou sobre rodes tirades pels devots. El marc interior del carro es va fer a Karaikudi i es va enviar a l'illa de Penang, on es va muntar. Va recorre 3 km al llarg de Jalan Kebun Bunga, Lorong Air Terjun, Jalan Tunku Abdul Rahman, Jalan Macalister, Jalan Residensi i Jalan Utama abans de tornar al temple.
Un altre temple del complex està dedicat a Ganeixa. Està situat al peu del turó i és el primer temple a visitar abans de pujar al temple principal. Arulmigu Sree Ganeshar va ser construït el 1951 per Mahajana Sangam. També hi ha una estàtua de Xiva de 8,23 m d'alçada al peu del turó.
Els sacerdots del temple realitzen la puja (rituals) diàriament. Cada ritual consta de quatre passos: abishegam (bany sagrat), alangaram (ornamentació), naivethanam (ofrena de menjar) i deepa aradanai (senyals de llum) per a totes les divinitats. Després de l'abishegam, és fa la pràctica de vestir les divinitats, en un acte anomenat alangaram. El culte se celebra seguint les instruccions dels Veda (textos sagrats en sànscrit) i dels Thirumurai (textos sagrats en tàmil) llegits pels sacerdots. Aquestes hores estan marcades pel toc de la campana del temple acompanyat d'una música de nadaswaram (un instrument de vent) i thavil (un instrument de percussió).